# 1546 Izsák
1546 Izsák este un asteroid din centura principală, descoperit pe 28 septembrie 1941, de György Kulin.